# Прірва (Гайнлайн)
Прірва  (англ. Gulf) — науково-фантастична повість Роберта Гайнлайна. Твір опубліковано журналом Astounding Science Fiction в листопаді-грудні 1949.
Пізніше включена до збірки: «Завдання у вічності» (1953).

## Сюжет
Сюжет просуває ідею, що люди з надзвичайними розумовими здібностями, якщо б вони тримались генетично обособлено, могли б створити окремий вид. Це привело б до того, що вони стали б «поблажливим» правлячим класом. В сюжеті згадується загальна семантика Альфреда Коржибскі та роботи Самуеля Реншоу для пояснення природи думок та як люди можуть бути навчені думати швидше та точніше. Розповідь про можливості людського розуму та генетичного відбору приправлена стандартним шпигунським сюжетом.
Макгафіном сюжету є «ефект наднової», який може запустити ланцюгову реакцію знищення Землі. Остання копія документації наукових досліджень записана на мікрофільмі, який хоче отримати Федеральне Бюро Безпеки. Антагоніст — «місіс Кейтлі», надзвичайно багата жінка, яка хоче шантажувати «ефектом наднової» решту людства, щоб керувати Землею зі свого дому на Місяці.
Джо — секретний агент федерального бюро, чиїм завданням є отримати мікрофільм. Після повернення на Землю, його вистежують і утримують в ув'язненні разом з людиною, яка називає себе «Чайником» Болдвіном. Використовуючи колоду карт, вони знаходять спосіб закодувати повідомлення, щоб таємно від наглядачів домовитись про втечу.
Болдвін відрекомендовує Джо своїй групі надлюдей, та запрошує тренуватись разом. Група тренує скоромову, телепатію та телекінез.
Болдвін  розкриває, що він і його група працюють, щоб небезпечні наукові винаходи не потрапили в руки звичайних людей, задля їхньої ж безпеки.
«Ефект наднової» був відкритий людьми Болдвіна випадково, коли науковці намагались досліджувати різні небезпеки.
Джо зустрічає Гейл, жінку агента, в яку закохується. Коли Болдвін дізнається, що «ефект наднової» потрапив до рук «місіс Кейтлі», і управляється з її будинку на Місяці, то Джо та Гейл направляються до неї, щоб знешкодити керуючий пристрій. Гейл повинна забрати керуючий пристрій у «місіс Кейтлі», поки Джо блокуватиме передавач. Вони несподівано досягають телепатичного зв'язку один з одним.
Гейл повідомляє, що «місіс Кейтлі» померла в її руках, не відкривши код «кнопки мерця». В Джо теж невтішні новини — охорона от-от захопить передавач.
Знаючи, що вони все одно загинуть, вони телепатично читають свої взаємні шлюбні обітниці, перш ніж Джо підриває передавач.